# Hoogland van Adamaoua

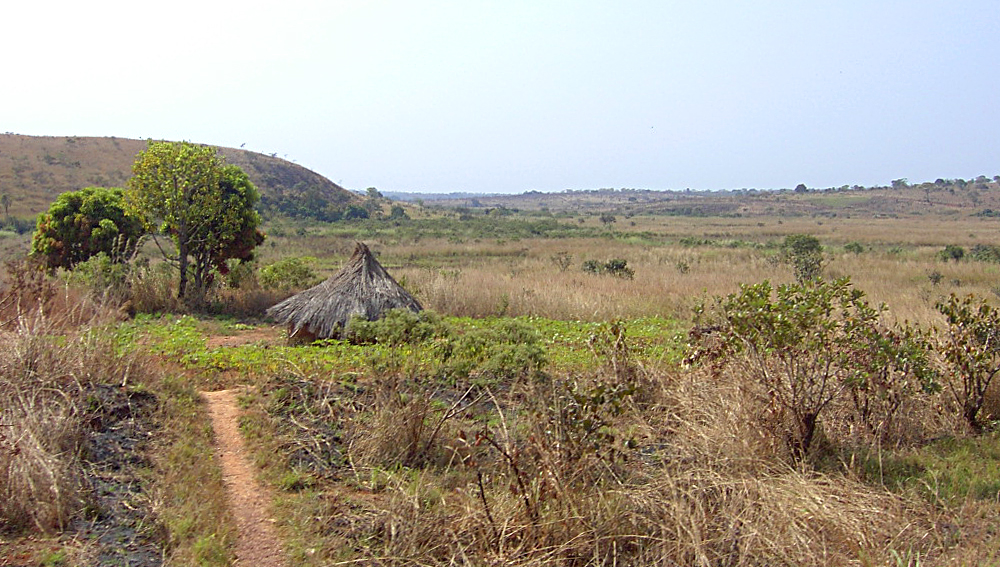
Heuvellandschap nabij de stad Ngaoundal

Het Hoogland van Adamaoua of Adamawa-plateau is een ongeveer 67.300 km² groot plateaugebied in westelijk Centraal-Afrika. Het is vernoemd naar de islamitische 19e-eeuwse Fulbeleider Modibo Adama.

## Geografie
Het Hoogland van Adamaoua strekt zich uit tussen de noordwestelijk aangrenzende Opper-Guinearug en de oostelijk verder voerende Noord-Equatoriale Rug. Het loopt van zuidoostelijk Nigeria door de provincies Adamaoua en Nord in het noorden van Kameroen naar het westelijk deel van de Centraal-Afrikaanse Republiek. Het grootste deel ligt binnen Kameroen, maar kleine uitlopers reiken tot in Nigeria, waar het wordt aangeduid als het Gotelgebergte en naar het westen toe doorloopt naar Laagland van Nigeria. In het noorden grenst het aan het dal van de rivier de Benue en het Mandaragebergte in het bekken van het Tsjaadmeer ten noorden daarvan. In het oosten grenst het aan de Opper-Guinearug en in het zuiden aan de Neder-Guinearug. Iets zuidoostelijker bevindt zich het Kongobekken.

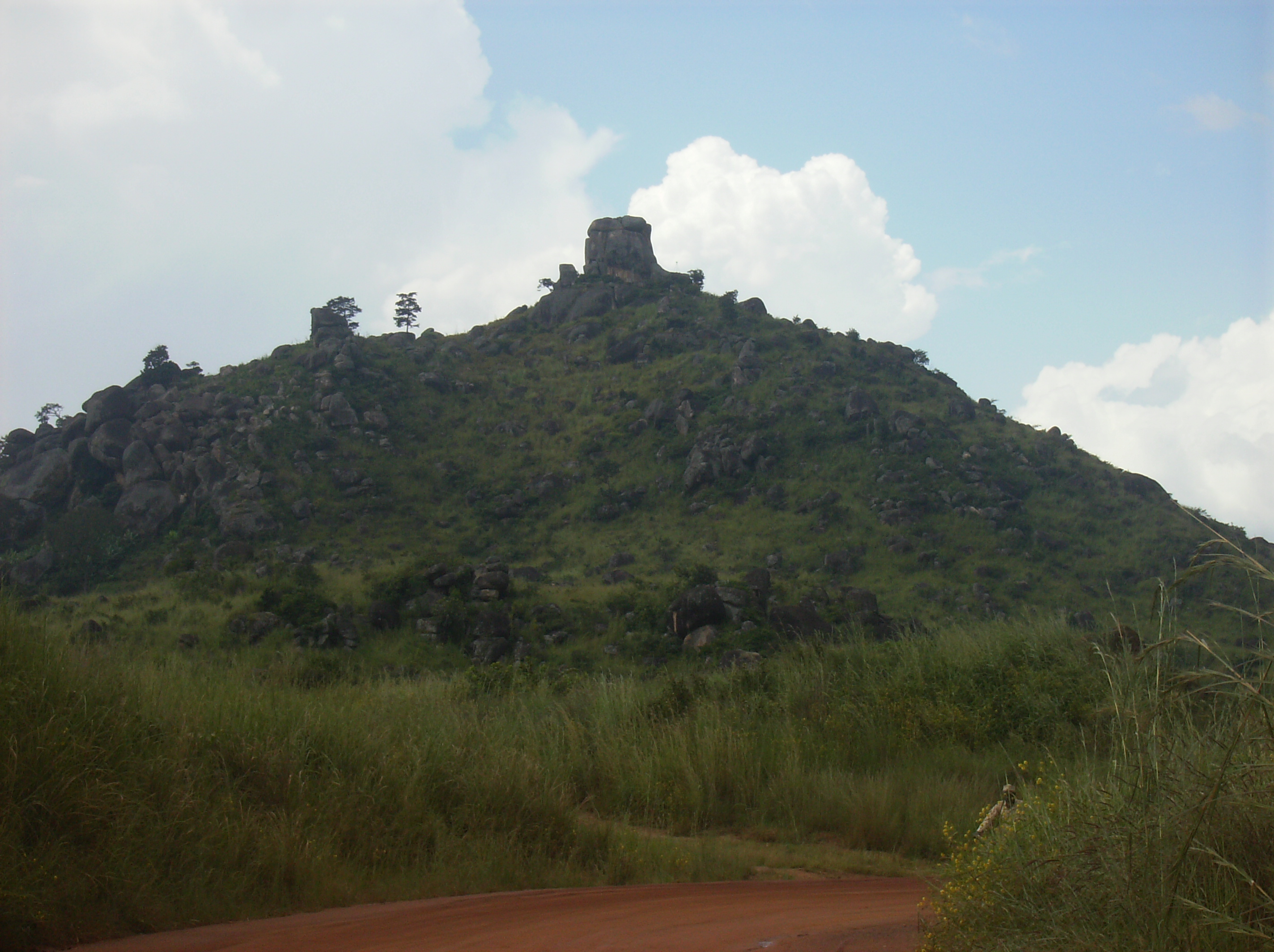
De berg Ngaoundéré nabij de gelijknamige provinciehoofdstad van Adamaoua

Het hoogland is gemiddeld ongeveer 1000 meter hoog, maar kan oplopen tot 2650 meter Hoge bergpieken op et plateau zijn de Tchabal Nbabo (2460 meter; in het Hoogland van Kameroen, bij de stad Banyo), Dimlang (2042 meter; in het Schebschigebergte van Nigeria, nabij de stad Jaling) en Ngaoundéré (1800 meter; in het Hoogland van Kameroen, bij de stad Ngaoundéré)

## Rivieren en begroeiing
De begroeiing bestaat in het noordelijk deel vooral uit savanne en in het zuidelijk deel uit tropisch regenwoud. In het hoogland ontstaan vele rivieren en lopen, die zich vaak diep hebben ingesneden in het landschap. De grootste rivieren die hier ontstaan zijn de eerder genoemde Benue, die in westelijke richting stroomt naar de rivier de Niger, de Djérém, waaraan zich een groot stuwmeer bevindt en de Sanaga, de langste rivier van Kameroen.

## Bewoning en economie
Het hoogland is hoofdzakelijk dunbevolkt. De grootste steden op het plateau zijn de Kameroense middelgrote steden Banyo, Meiganga, Ngaoundéré, Tibati en Yoko. In het hoogland wordt voornamelijk een vereenvoudigde vorm van de Fula lingua franca gesproken, de Atlantische taal Adamaoua-Fulfide (ongeveer 800.000 sprekers). Daarnaast worden er veel Adamaoua-talen (ondergroep van de Adamawa-Ubangi-talen) gesproken zoals:
- Mumuye: in Oost-Nigeria, ten zuiden van de Benue - 400.000 sprekers
- Samba Leko: in Oost-Nigeria, aan de grens met Kameroen - 60.000 sprekers
- Mbum: in Noord-Kameroen - 50.000 sprekers

In de zuidelijke uitlopers worden ook Semibantu-talen gesproken zoals:
- Vute: in Kameroen - 20.000 sprekers
- Tikar: in Kameroen - 25.000 sprekers

De belangrijkste bestaanswijze in het gebied wordt gevormd door veeteelt. Er bevindt zich enige tin en bauxiet, waarvan de laatste sinds 1976 wordt ontgonnen.